# 楔翼锦鸡儿
楔翼锦鸡儿（学名：Caragana cuneato-alata）为豆科锦鸡儿属下的一个种。

## 扩展阅读
- 維基物種上的相關：楔翼锦鸡儿